# NGC 2251
NGC 2251 is een open sterrenhoop in het sterrenbeeld Eenhoorn. Het hemelobject werd op 26 december 1783 ontdekt door de Duits-Britse astronoom William Herschel.

## Synoniemen
- OCL 499